# 켄트 공자 마이클
켄트 공자 마이클(Prince Michael of Kent, 1942년 7월 4일~)은 2024년 1월 현재 영국 왕위 계승 서열 53위인 영국 왕족이다. 켄트 공작 조지와 그리스와 덴마크의 공주 마리나의 둘째 아들인 그는 조지 5세의 손자이자 찰스 3세의 외당숙이다. 마이클의 어머니는 또한 엘리자베스 2세의 남편인 에든버러 공작 필립의 사촌으로, 찰스 3세와 모계로는 6촌 지간이기도 하다.
마이클 왕자는 그녀의 통치 기간 동안 가끔 엘리자베스 2세를 대신하여 영국 밖 영연방 국가의 일부 행사에 참석했다. 그렇지 않으면, 그는 자신의 컨설팅 사업을 관리하고 전 세계의 다양한 상업적 업무를 수행한다. 그는 또한 유럽의 왕실에 대한 텔레비전 다큐멘터리를 제공하기도 했다.